# David O. Russell
David Owen Russell (sinh ngày 20 tháng 8 năm 1958) là một đạo diễn và biên kịch Mỹ. Phim của ông bao gômc Spanking the Monkey (1994), Flirting with Disaster (1996), Three Kings (1999), I ♥ Huckabees (2004), The Fighter (2010), và Silver Linings Playbook (2012). Ông đã là chủ đề gây tranh cãi, trong khi nhận được nhiều lời khen ngợi. 
Trong Liên hoan phim quốc tế Toronto lần thứ 37, Silver Linings Playbook do ông đạo diễn, bộ phim hài kể về câu chuyện của một người đàn ông trở về đoàn tụ với gia đình sau 8 tháng điều trị ở bệnh viện tâm thần đã nhận được giải thưởng cao nhất BlackBerry People’s Choice dành cho phim có số lượng bình chọn của khán giả nhiều nhất. Phim được chuyển thể từ tiểu thuyết cùng tên của nhà văn Matthew Quick với sự tham gia diễn xuất của các diễn viên nổi tiếng Bradley Cooper, Jennifer Lawrence và Robert De Niro.
Russell sinh ra ở Thành phố New York, là con trai của bà Maria (nhũ danh Muzio) và ông Bernard Russell, người bán hàng cho Simon & Schuster. Cha của ông là một người Do Thái và mẹ của ông là một người Mỹ gốc Ý và theo Công giáo, và ông lớn lên trong một gia đình "vô thần".

## Danh sách phim

### Đạo diễn
- Bingo Inferno (1987)
- Hairway to the Stars (1990)
- Spanking the Monkey (1994)
- Flirting with Disaster (1996)
- Three Kings (1999)
- I ♥ Huckabees (2004)
- Soldiers Pay (2004)
- The Fighter (2010)
- Silver Linings Playbook (2012)
- Nailed (????)

### Biên kịch
- Bingo Inferno (1987)
- Spanking the Monkey (1994)
- Flirting with Disaster (1996)
- Three Kings (1999)
- I ♥ Huckabees (2004)
- Nailed (????)

### Nhà sản xuất
- Bingo Inferno (1987)
- Spanking the Monkey (1994)
- The Slaughter Rule (2002)
- Anchorman (2004)
- I ♥ Huckabees (2004)
- Soldiers Pay (2004)
- Outer Space Astronauts (2009)